# 1,2-dicloro-1-(trifluorometossi)-1,2,2-trifluoroetano
L'1,2-dicloro-1-(trifluorometossi)-1,2,2-trifluoroetano è un etere peralogenato.
A temperatura ambiente si presenta come un liquido incolore dall'odore dolciastro. Possiede leggere proprietà anestetiche se inalato in gran quantità. Viene usato come intermedio per la sintesi di altri composti chimici oppure come solvente.

## Produzione
- Può essere sintetizzato a partire dall'1,2-dicloro-1,2-difluoroetene mediante addizione radicalica, in condizioni criogeniche, di fluorossi-trifluoro-metano.[3].

CFCl=CFCl +  CF3OF → CF3O-CFCl-CF2Cl ; T=-110 °C
- Oppure è possibile fluorurare l'1,2-dicloro-1-fluoro-2-(trifluorometossi)-etene.[4][5].

CF3O-CCl=CFCl +  F2 → CF3O-CFCl-CF2Cl

## Usi
L'1,2-dicloro-1-(trifluorometossi)-1,2,2-trifluoroetano viene usato principalmente come intermedio per la produzione, tramite riduzione, di 1,2,2-trifluoro-1-(trifluorometossi)-etene, un'olefina fluorurata usata nella produzione di tecnopolimeri.
CF3O-CFCl-CF2Cl +  Zn → CF3O-CF=CF2 + ZnCl2